# FFH-Gebiet Bönebütteler Gehege
Das FFH-Gebiet Bönebütteler Gehege ist ein NATURA 2000-Schutzgebiet in Schleswig-Holstein im Kreis Plön in der Gemeinde Bönebüttel. An der östlichen Gebietsgrenze liegen kleine Parzellen auch in den Gemeinden Schillsdorf und Rendswühren.
Es hat eine Größe von 59 Hektar und liegt vier Kilometer östlich von Neumünster in einem großen Waldgebiet zwischen dem Staatsforst Neumünster im Norden und dem Hollenbeker Holz im Süden. Seine größte Ausdehnung liegt mit 1,35 Kilometer in Nordsüdrichtung. Das FFH-Gebiet befindet sich in leicht hügeligem Gelände auf einer Grundmoräne der Weichsel-Kaltzeit. Die höchste Erhebung mit 39,5 Meter über Normalhöhennull (NHN) liegt im Osten wenige Meter nördlich der Straße Hollenbekerholz. Der niedrigste Bereich liegt mit 31 Meter über NHN im Westen im Gehege Rehkrog.

Das FFH-Gebiet entwässert über die Predigerau und Aasbek in die Schwale und über Stör und Elbe in die Nordsee.

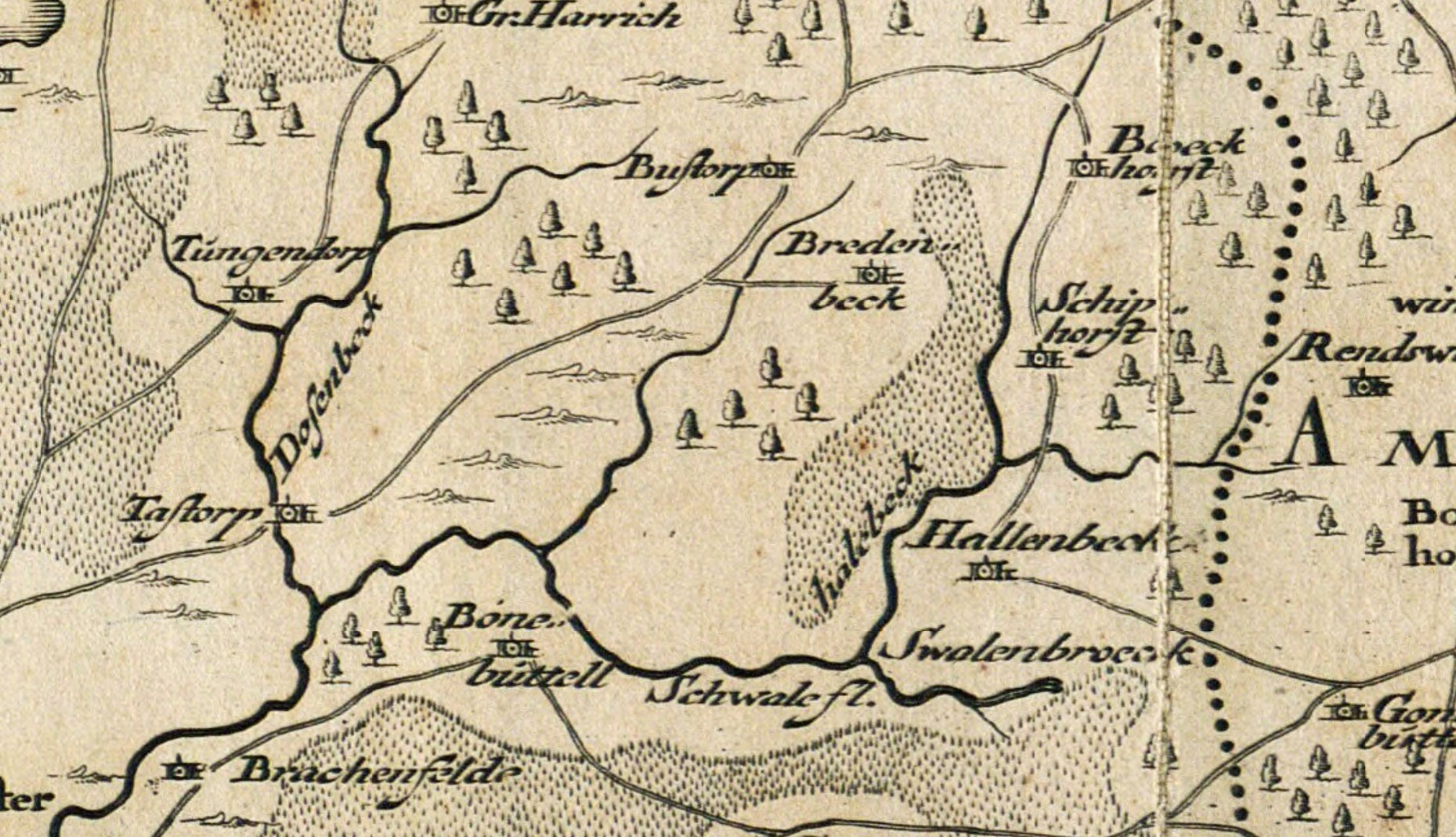
Bild 1: Historischer Wald zwischen Bönsbüttel und Busdorf bei Neumünster um 1649

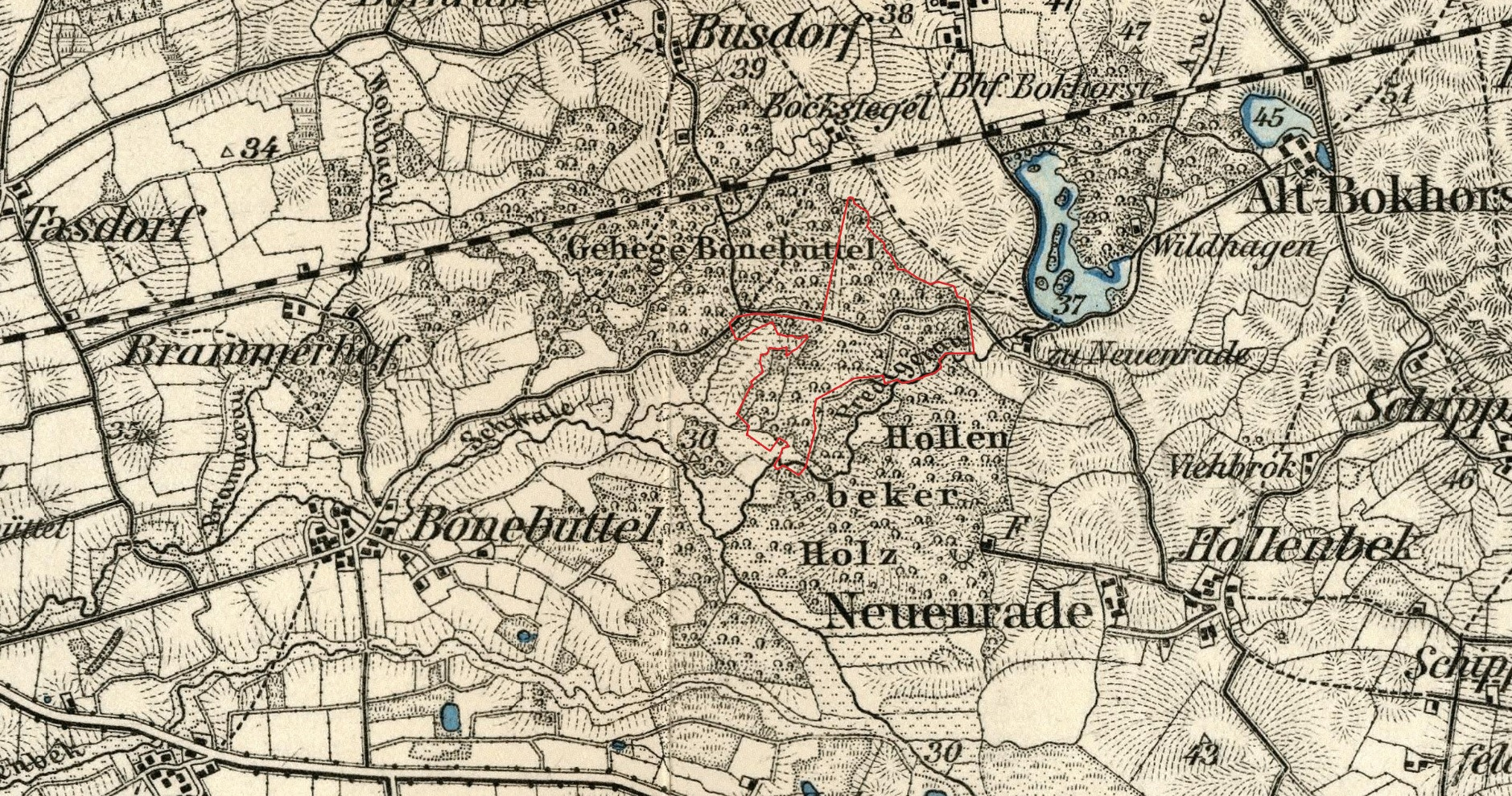
Bild 2: Bönsbütteler Gehege 1893 (heutiges FFH-Gebiet rot umrandet)

Das FFH-Gebiet ist fast vollständig mit Wald bedeckt, siehe Diagramm 1. Hierbei handelt es sich um einen historischen Waldstandort. Bereits in der „Landtcarte von den Ämbtern Rendsborg, Kiel und Bordesholm Anno 1649“ des Johannes Mejer aus Husum sind im Gebiet nördlich des Schwalebogens zwischen Bönebüttel im Süden und Busdorf (Bustorp) bei Neumünster im Norden Wälder verzeichnet, siehe Bild 1. Nach der Karte des Deutschen Reiches, Ausgabe 1893, ist der Wald ausschließlich mit Laubbäumen bestockt gewesen, siehe Bild 2. Das gilt auch noch für die Ausgabe der Deutschlandkarte von 1956. Das FFH-Gebiet wird durch einen Spurplattenweg vom Ortsteil Hollenbekerholz im Osten zum Bönebütteler Damm (Kreisstraße 16) im Westen in einen nördlichen und einen südlichen Teil getrennt. Von diesem Weg führen mehrere Wirtschaftswege in das FFH-Gebiet. Im Süden bildet die Predigerau die Gebietsgrenze, im Osten eine Wallhecke zu den anliegenden Feldern. Nördlich der Straße Hollenbeker Holz bildet ein Forstweg die Westgrenze, südlich davon ist es landwirtschaftlich genutztes Grünland.

## FFH-Gebietsgeschichte und Naturschutzumgebung
Der NATURA 2000-Standard-Datenbogen (SDB) für dieses FFH-Gebiet wurde im Mai 2004 vom Landesamt für Landwirtschaft, Umwelt und ländliche Räume (LLUR) des Landes Schleswig-Holstein erstellt, im September 2004 als Gebiet von gemeinschaftlicher Bedeutung (GGB) vorgeschlagen, im November 2007 von der EU als GGB bestätigt und im Januar 2010 national nach § 32 Absatz 2 bis 4 BNatSchG in Verbindung mit § 23 LNatSchG als besonderes Erhaltungsgebiet (BEG) bestätigt. Der SDB wurde zuletzt im Mai 2017 aktualisiert. Der Managementplan für das FFH-Gebiet wurde im Juni 2010 veröffentlicht.
Das FFH-Gebiet liegt vollständig im Schwerpunktraum 272 des landesweiten Biotopverbundsystems.
Mit der Gebietsbetreuung des FFH-Gebietes nach § 20 LNatSchG wurde durch das LLUR noch keine Institution beauftragt (Stand November 2022).

## FFH-Erhaltungsgegenstand
Laut Standard-Datenbogen vom Mai 2017 sind folgende FFH-Lebensraumtypen (LRT) und Arten als FFH-Erhaltungsgegenstände mit den entsprechenden Beurteilungen zum Erhaltungszustand der Umweltbehörde der Europäischen Union gemeldet worden (Gebräuchliche Kurzbezeichnung (BfN)):
FFH-Lebensraumtypen nach Anhang I der EU-Richtlinie:
- 9130 Waldmeister-Buchenwälder (Gesamtbeurteilung C)[13]
- 9160 Sternmieren-Eichen-Hainbuchenwälder (Gesamtbeurteilung C)[14]
- 91E0* Erlen-Eschen- und Weichholzauenwälder (ohne Gesamtbeurteilung)[15]

Arten gemäß Artikel 4 der Richtlinie 2009/147/EG und Anhang II der Richtlinie 92/43/EWG und diesbezügliche Beurteilung des Gebiets:
- A238 Mittelspecht (Leiopicus medius) (Keine Gesamtbeurteilung)[17]
- 1323 Bechsteinfledermaus (Gesamtbeurteilung A)[18]
- 1166 Kammmolch (Gesamtbeurteilung C)[19]

Das FFH-Gebiet ist ausschließlich mit FFH-Lebensraumtypen der Wälder bedeckt. Der Rest ist keinem LRT zugeordnet, siehe Diagramm 2. Er besteht zum überwiegenden Teil aus nicht standorttypischen Nadelbäumen. Im Wald befinden sich bis zu 220 Jahre alte Eichen-, Buchen- und Ahornbestände. Alte Bäume mit rissiger Rinde, auch als stehendes Totholz, sind das ideale Habitat für den Mittelspecht. Es liegen aber laut SDB vom Mai 2017 keinerlei Daten über die Populationsgröße dieser Art im FFH-Gebiet vor.
Im Frühjahr 2016 wurde eine Nachkartierung der FFH-Lebensraum- und Biotoptypen im FFH-Gebiet durchgeführt. Danach sind fast drei Viertel der Gebietsfläche mit FFH-Lebensraumtypen belegt, davon sind ein kleiner Teil auch gesetzlich geschützte Biotope und gut ein Viertel ist keinem der beiden Schutzstati zugeordnet, siehe Diagramm 3. Die ausschließlich als gesetzlich geschützte Biotope ausgewiesenen Flächen im FFH-Gebiet bestehen hauptsächlich aus feuchten Standorten mit Erlen-Buchenwald (WBe) und Erlen-Eschen-Sumpfwald (WEe).

## FFH-Erhaltungsziele
Aus den oben aufgeführten FFH-Erhaltungsgegenständen werden als FFH-Erhaltungsziele von besonderer Bedeutung die Erhaltung folgender Lebensraumtypen und Arten im FFH-Gebiet vom Ministerium für Energiewende, Landwirtschaft, Umwelt und ländliche Räume des Landes Schleswig-Holstein erklärt:
- 9130 Waldmeister-Buchenwälder
- 9160 Sternmieren-Eichen-Hainbuchenwälder
- 1323 Bechsteinfledermaus

Aus den oben aufgeführten FFH-Erhaltungsgegenständen werden als FFH-Erhaltungsziele von Bedeutung die Erhaltung folgender Lebensraumtypen und Arten im FFH-Gebiet vom Ministerium für Energiewende, Landwirtschaft, Umwelt und ländliche Räume des Landes Schleswig-Holstein erklärt:
- 9110 Hainsimsen-Buchenwälder
- 9130 Waldmeister-Buchenwälder
- 1166 Kammmolch

## FFH-Analyse und Bewertung
Das Kapitel FFH-Analyse und Bewertung im Managementplan beschäftigt sich unter anderem mit den aktuellen Gegebenheiten des FFH-Gebietes und den Hindernissen bei der Erhaltung und Weiterentwicklung der FFH-Lebensraumtypen und Arten. Die Ergebnisse fließen in den FFH-Maßnahmenkatalog ein.
Knapp die Hälfte aller FFH-Lebensraumflächen haben im SDB einen guten Erhaltungszustand zugesprochen bekommen, siehe Diagramm 4. Bei der Gesamtbewertung ist keine der Lebensraumtypen mit „gut“ oder besser bewertet worden.
Das FFH-Gebiet befindet sich überwiegend im Besitz der Schleswig-Holsteinischen Landesforsten AöR. Im Südosten, im äußersten Süden und im Westen gibt es je eine zusammenhängende Fläche, die im Privatbesitz ist. Am Südostrand ist eine kleine Fläche im Besitz des NABU-Neumünster. Auf Grund der gegebenen Besitzverhältnisse ist für den größten Teil des FFH-Gebietes sichergestellt, dass sowohl das Verschlechterungsverbot für FFH-Flächen, als auch die Biotopverordnung eingehalten und durchgesetzt werden.

## FFH-Maßnahmenkatalog
Der FFH-Maßnahmenkatalog im Managementplan führt neben den bereits durchgeführten Maßnahmen geplante Maßnahmen zur Erhaltung und Entwicklung der FFH-Lebensraumtypen im FFH-Gebiet an. Die Maßnahmen sind in einer Maßnahmenkarte, sowie zur Maßnahmenverfolgung in drei Maßnahmenblättern eingetragen.
Auffällig ist, dass in allen Maßnahmenblättern des Managementplanes von 2010 auf die Notwendigkeit von Schutzmaßnahmen für die Erhaltung des Bestandes der Art des Mittelspechtes hingewiesen wird, obwohl weder in den Erhaltungszielen des Jahres 2006 noch in denen von 2016 diese Art Erwähnung findet.
Die vorgeschlagenen Maßnahmen betreffen folgende Schwerpunkte:
- Erhöhung des Anteils an liegendem und stehendem Totholz.
- Verbesserung des Wasserhaushaltes durch Staumaßnahmen. Diese sollen auch trockengefallene Tümpel als Habitat des Kammmolches wiederbeleben.
- Belichtung von vorhandenen Tümpeln durch Freistellung der Südufer von schattenwerfenden Bäumen. Diese Maßnahme dient der Entwicklung der Art des Kammmolches.
- Waldumbau zu standorttypischen Gehölzen. Dies betrifft im Wesentlichen die Verringerung von Nadelholzbeständen.
- Ausweisung von Habitatbäumen zur Steigerung der Artenvielfalt. Diese Maßnahme dient insbesondere der Wiederansiedelung des Mittelspechts und der Bechsteinfledermaus.
- Erweiterung der vorhandenen Knicks an den Forstwegen und am Waldrand.
- Anlage von künstlichen Habitaten zur Entwicklung der Art Bechsteinfledermaus. Diese Maßnahme soll so lange aufrechterhalten werden, bis sich der Anteil an stehendem Totholz erhöht hat.

## FFH-Erfolgskontrolle und Monitoring der Maßnahmen
Eine FFH-Erfolgskontrolle und Monitoring der Maßnahmen findet in Schleswig-Holstein alle sechs Jahre statt. Die Ergebnisse des letzten Monitorings wurden noch nicht veröffentlicht (Stand August 2022).